# Лава-Гот-Спрінгс (Айдахо)
Лава-Гот-Спрінгс (англ. Lava Hot Springs) — місто в окрузі Беннок, штат Айдахо, США. Належить до агломерації Покателло. Згідно з переписом 2010 року населення становило 407 осіб, що на 114 осіб менше, ніж 2000 року. Лежить у гірській долині річки Портнеф на старому шляху, який поєднує в собі ділянки Орегонського і Каліфорнійського шляхів. Місто стало популярним місцем відпочинку завдяки своїм численним гарячим джерелам, у яких можна купатись.

## Географія
Лава-Гот-Спрінгс розташована за координатами 42°37′13″ пн. ш. 112°0′37″ зх. д. / 42.62028° пн. ш. 112.01028° зх. д. (42.620181, -112.010305).  За даними Бюро перепису населення США в 2010 році місто мало площу 1,81 км², з яких 1,75 км² — суходіл та 0,07 км² — водойми.

## Демографія

### Перепис 2010 року
Згідно з переписом 2010 року, у місті проживало 407 осіб у 209 домогосподарствах у складі 104 родин. Густота населення становила 231,1 особи/км². Було 317 помешкань, середня густота яких становила 180,0/км². Расовий склад міста: 97,5 % білих, 0,2 % афроамериканців, 0,2 % індіанців, 1,2 % інших рас, а також 0,7 % людей, які зараховують себе до двох або більше рас. Іспанці і латиноамериканці незалежно від раси становили 4,2 % населення.
Із 209 домогосподарств 16,3 % мали дітей віком до 18 років, які жили з батьками; 40,2 % були подружжями, які жили разом; 8,1 % мали господиню без чоловіка; 1,4 % мали господаря без дружини і 50,2 % не були родинами. 44,5 % домогосподарств складалися з однієї особи, у тому числі 20,6 % віком 65 і більше років. В середньому на домогосподарство припадало 1,95 мешканця, а середній розмір родини становив 2,74.
Середній вік жителів міста становив 50,9 року. Із них 16,7 % були віком до 18 років; 6,2 % — від 18 до 24; 19,2 % від 25 до 44; 31,4 % від 45 до 64 і 26,5 % — 65 років або старші. Статевий склад населення: 48,2 % — чоловіки і 51,8 % — жінки.
Середній дохід на одне домашнє господарство  становив 42 876 доларів США (медіана — 36 797), а середній дохід на одну сім'ю — 56 192 долари (медіана — 57 917). Медіана доходів становила 50 500 доларів для чоловіків та 16 429 доларів для жінок. За межею бідності перебувало 14,7 % осіб, у тому числі 11,8 % дітей у віці до 18 років та 3,1 % осіб у віці 65 років та старших.
Цивільне працевлаштоване населення становило 172 особи. Основні галузі зайнятості: мистецтво, розваги та відпочинок — 22,1 %, науковці, спеціалісти, менеджери — 18,6 %, роздрібна торгівля — 10,5 %, транспорт — 9,3 %.

### Перепис 2000 року
Згідно з переписом 2000 року, у місті проживало 521 осіб у 232 домогосподарствах у складі 125 родин. Густота населення становила 283,3 особи/км². Було 309 помешкань, середня густота яких становила 168,0/км². Расовий склад міста 96,93 % білих, 1,15 % індіанців, 0,19 % азіатів, 1,34 % інших рас і 0,38 % людей, які зараховують себе до двох або більше рас. Іспанці та латиноамериканці незалежно від раси становили 2,30 % населення.
Із 232 домогосподарств 24,1 % мали дітей віком до 18 років, які жили з батьками; 41,8 % були подружжями, які жили разом; 7,8 % мали господиню без чоловіка, і 45,7 % не були родинами. 39,7 % домогосподарств складалися з однієї особи, у тому числі 19,0 % віком 65 і більше років. В середньому на домогосподарство припадало 2,23 мешканця, а середній розмір родини становив 3,06 особи.
Віковий склад населення: 27,4 % віком до 18 років, 5,2 % від 18 до 24, 26,7 % від 25 до 44, 21,9 % від 45 до 64 і 18,8 % років і старші. Середній вік жителів — 40 років. Статевий склад населення: 49,7 % — чоловіки і 50,3 % — жінки.
Середній дохід домогосподарств у місті становив US$23 472, родин — $38 750. Середній дохід чоловіків становив $38 125 проти $20 313 у жінок. Дохід на душу населення в місті був $16 242. Приблизно 16,7 % родин і 25,1 % населення перебували за межею бідності, включаючи 33,6 % віком до 18 років і 10,5 % від 65 і старших.